# Miranda July
Miranda July, właśc. Miranda Jennifer Grossinger (ur. 15 lutego 1974 w Barre, Vermont, USA) – reżyserka, scenarzystka i aktorka filmowa związana z kinem niezależnym, pisarka.

## Życiorys
Jest córką pisarzy: Lindy Hough i Richarda Grossingera, którzy w 1974 założyli wydawnictwo North Atlantic Books. Wychowała się w Berkeley, w stanie Kalifornia. Obecnie żyje i tworzy w Los Angeles. W 2004 magazyn filmowy „Filmmaker Magazine” umieścił ją na pierwszym miejscu zestawienia 25 nowych twarzy filmu niezależnego.

## Twórczość
Miranda July tworzy m.in.: performance, video, filmy pełno- i krótkometrażowe, instalacje dźwiękowe, rzeźby interaktywne, opowiadania i projekty sieciowe. Jej prace wystawiane były w takich miejscach jak m.in. Museum of Modern Art i Muzeum Guggenheima w Nowym Jorku.
W 2005 July napisała scenariusz, wyreżyserowała i wystąpiła w swoim pierwszym filmie pełnometrażowym pt. Ty i ja, i wszyscy, których znamy, który otrzymał Specjalną Nagrodę Jury na Sundance Film Festival oraz Złotą Kamerę za najlepszy debiut reżyserski na 58. MFF w Cannes.

### Filmy
- „The Future”, 2011, 91 minut
- „Ty i ja, i wszyscy, których znamy” („Me and You and Everyone We Know”), 2005, 90 minut
- „Are You the Favorite Person of Anyone?”, 2005, 3 min 45 sekund
- „Getting Stronger Every Day”, 2001, 7 minut
- „Nest OF Tens”, 2000, 27 minut
- „The Amateurist”, 1998, 14 minut
- „Atlanta”, 1996, 10 minut[4]

### Performance
- Things We Don't Understand and Definitely Are Not Going To Talk About, 2006
- How I Learned To Draw, 2002–2003
- The Swan Tool, 2000–2002
- Love Diamond, 1998–2000
- Performance Work, 1995–1998[5]